# 2020 en économie (activité humaine)
| • Chronologie générale de l'économie • |

| • Chronologie générale de l'économie • |

| Années de l'économie : 2017 - 2018 - 2019 - 2020 - 2021 - 2022 - 2023    |
| Décennies de l'économie : 1990 - 2000 - 2010 - 2020 - 2030 - 2040 - 2050 |

Cet article présente les faits marquants de l'année 2020 en économie.

## Évènements
L'année 2020 et l'année 2021 furent particulièrement marquées par la pandémie de Covid-19.
- Avril : Le prix du baril de pétrole atteint aux États-Unis un prix négatif pour la première fois de l'histoire, à -37,63 dollars[1].
- Août : Lancement de la cryptomonnaie Shiba Inu.